# Patricio Montojo

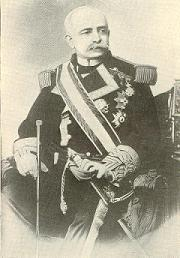
Patrico Montojo

Admiraal Patricio Montojo y Pasarón (Ferrol, 7 september 1837 - Madrid, 30 september 1917) was de Spaanse marinecommandant in de Slag in de Baai van Manilla, op 1 mei 1898. 
Het was een beslissende slag in de Spaans-Amerikaanse Oorlog en het werd voor de Spaanse admiraal tevens zijn laatste zeeslag.

## Geschiedenis
Patricio Montojo y Pasarón werd geboren in Ferrol, Galicië in Spanje. Montojo studeerde aan de Marine School in Cádiz, en werd bevorderd als midshipsman in 1855. In 1860 had hij de graad als opper-luitenant en streed tegen de Moros van Mindanao op de Filipijnen, alvorens hij terugkeerde naar Spanje in 1864.
Montojo vocht vervolgens in de Slag van Abtao en de Slag van El Callao of Callao, onder admiraal Casto Méndez Núñes tegen Peru en naderhand kreeg hij een post op het Secretariaat van de Admiraliteit.
Hij werd gepromoveerd tot de rang van commandant in 1873. Zijn nieuwe plichten waren, met inbegrip op verscheidene pantseroorlogsschepen, in de marinebasis in Havana, als zeker op pantserschepen, die op de Rio de la Plata in Uruguay waren.

## Slag in de Baai van Manilla
Montojo keerde terug naar de Filipijnen als schout-bij-nacht en als dienstdoende algemeen bevelhebber van alle Filipijnse marinebases. Bij het uitbreken van de Spaans-Amerikaanse Oorlog, was Montojo bevelhebber van het Spaanse Smaldeel dat werd vernietigd door het Amerikaans Aziatisch eskader in de Slag in de Baai van Manilla, op 1 mei 1898.
Admiraal Montojo raakte gewond tijdens de gevechten, net als een van zijn beide zonen, die deelnamen aan deze kustzeeslag.
De Amerikaanse marinestrijdkrachten, onder bevel van vlootcommandant George Dewey, brachten de Spaanse Pacific Vloot, die voor anker lag in de Baai van Manilla, een beslissende slag toe. Méér dan 7 Spaanse pantserschepen werden tot zinken gebracht, stonden in brand of gaven zich over. De Spanjaarden hadden een dergelijk Amerikaanse aanval, vroeg in de ochtend, niet verwacht en voordat ze hersteld waren van de verrassing, hadden hun schepen het al zwaar te verduren gekregen. Desondanks probeerden ze hun schepen te verdedigen, maar ingesloten in de baai en in de haven van Cavite City, hadden ze geen schijn van kans. Ook de gedurfde aanval van de Amerikaanse kanonneerboot USS Petrel (PG-2) op hun schepen in de haven, was voor hen een verrassing.
Door een decreet in september 1898, werd Montojo ontheven van zijn plichten. Verder kreeg hij bevel zich te melden voor het opperste  krijgsraadtribunaal in Madrid. Montojo verliet Manilla in oktober 1898 en kwam in Madrid aan op 11 november 1898. In maart 1899 werd hij door het opperste krijgsraadtribunaal veroordeeld, vermoedelijk voor nalatigheid en het falen in zijn beslissingen, en gevangengezet. Hij werd later vrijgesproken. Onder zijn verdedigers was zijn toenmalige tegenstander van de slag, George Dewey.
Montojo werd desondanks ontslagen uit de Spaanse marine en stierf in Madrid op 30 september 1917. De ex-admiraal was net 80 jaar geworden.